# Stunt Cycle
Stunt Cycle ist ein klassisches Arcade-Spiel von Atari, das im Januar 1976 in den Spielhallen erschien und später auf Homecomputer und Spielkonsolen umgesetzt wurde. Ziel des Spiels ist es, wie Evel Knievel mit einem Motorrad über Busse zu springen.

## Spielkonsole
Mit der stationären Spielkonsole Atari SC-450 (SC steht für Stunt Cycle) konnte Stunt Cycle auch zuhause gespielt werden. Es ist mit der Atari-Video-Pinball-Serie die erste ausschließlich für den Einzelspielermodus ausgelegte Spielkonsole nach dem Home Pong.

## Spielbeschreibung
Bei der Originalversion handelt es sich um ein Schwarz-Weiß-Spiel. Die Strecke ist in drei übereinanderliegenden Abschnitten unterteilt, wobei sich die Busse auf der unteren befinden. Der Spieler muss das Motorrad mit Evel Knievel steuern und über die quer hintereinander gestellten Busse springen, dabei darf er bei der Landung die hintersten Busse nicht berühren oder die Landerampe verfehlen. Nach jeder überstandenen Runde befindet sich dort ein Bus mehr. Die Ansicht erfolgt aus der seitlichen 2D-Perspektive. Spielen können bis zu zwei Spieler (abwechselnd).
Der Arcade-Automat verfügte noch nicht über einen Mikroprozessor, aber über einen ROM-Chip zur Speicherung der Grafikdaten. Die Grafik war bereits in der Rastergrafik-Technik. Die Eingabe erfolgte über einen Motorradlenker mit Gas- und Bremsschaltung.
Da es sich um ein sogenanntes „Rüttelspiel“ handelt, waren bei den meisten Konsolenversionen die Joysticks schnell defekt (siehe auch Button mashing).

## Portierungen
(Auszug)
- Stunt Cycle SC-450/„Stunt Debbie“ (Atari, 1977, Farbversion mit Motorradgriffen)
- Sears Motocross (Sears, mit Pong-Varianten)
- Atari Game Brain (Atari-Konsole C-700, Prototyp)
- Atari 2600 (Prototyp 1980)
- Commodore 64 (1988 RUN/IDG Communications)

Die Portierungen für Homecomputer erschienen teils unter anderem Namen oder konnten selbst programmiert werden. Später folgten verbesserte Spiele wie Motocross und Excitebike.

## Emulation
Die originalen Arcade-Spiele ohne Mikroprozessoren können mit den meisten Emulatoren wie MAME (Ausnahme Pong) nicht emuliert werden. Seit September 2012 wird Stunt Cycle vom freien SourceForge-Projekt DICE (Discrete Integrated Circuit Emulator) unterstützt.